# Эпик, Ильмар Паулович
Ильмар Эпик (эст. Ilmar Öpik; 17 июня 1917, Ревель — 29 июля 2001, Таллин) — советский и эстонский учёный, Академик АН Эстонской ССР.

## Биография
Родился 17 июня 1917 года[по какому календарю?] в Таллине. Окончил Гимназию Густава Адольфа (1935). После первого курса технического факультета Тартуского университета (1935—1936), продолжил обучение в Таллинском техническом университете, который окончил инженер-механиком в 1940 году.
В 1944—1977 работал на кафедре теплоэнергетики ТПИ: преподаватель, доцент, профессор. В 1963 году защитил докторскую диссертацию.
С 1967 г. академик, в 1977—1987 вице-президент АН Эстонской ССР.
С 1997 года — почётный профессор ТТУ.
Умер 29 июля 2001 года в Таллине.
Государственная премия СССР 1980 года — за сооружение и освоение в ЭССР первых в мире электростанций большой мощности, работающих на местном сланцевом топливе.

## Источник
- Некролог